# Torben Nielsen
Torben Nielsen (ur. 7 grudnia 1945 we Frederiksbergu) – duński piłkarz występujący na pozycji obrońcy.

## Kariera klubowa
Nielsen karierę rozpoczynał w sezonie 1964 w pierwszoligowym zespole B1903. W sezonie 1967 spadł z nim do drugiej ligi, ale w kolejnym awansował z powrotem do pierwszej. W sezonie 1969 oraz 1970 wraz z zespołem zdobył mistrzostwo Danii. Graczem B1903 był przez dziewięć sezonów.
W 1972 roku Nielsen przeszedł do niemieckiego 1. FSV Mainz 05 z Regionalligi, stanowiącej drugi poziom rozgrywek. Spędził tam dwa sezony, a potem odszedł do FK Pirmasens, grającego w nowo utworzonej 2. Bundeslidze. Zadebiutował w niej 3 sierpnia 1974 w zremisowanym 1:1 meczu ze SpVgg Fürth. W Pirmasens występował przez dwa sezony.
Następnie Nielsen grał w drugiej lidze szwedzkiej, w zespołach IF Saab Linköping oraz Helsingborgs IF, a karierę zakończył w 1978 roku w barwach B1903.

## Kariera reprezentacyjna
W reprezentacji Danii Nielsen zadebiutował 6 maja 1969 w wygranym 3:1 towarzyskim meczu z Meksykiem. W latach 1969–1972 w drużynie narodowej rozegrał 23 spotkania.